# Перлистик червоноволий
Перли́стик червоноволий (Hypargos niveoguttatus) — вид горобцеподібних птахів родини астрильдових (Estrildidae). Мешкає в Африці на південь від Сахари.

## Опис

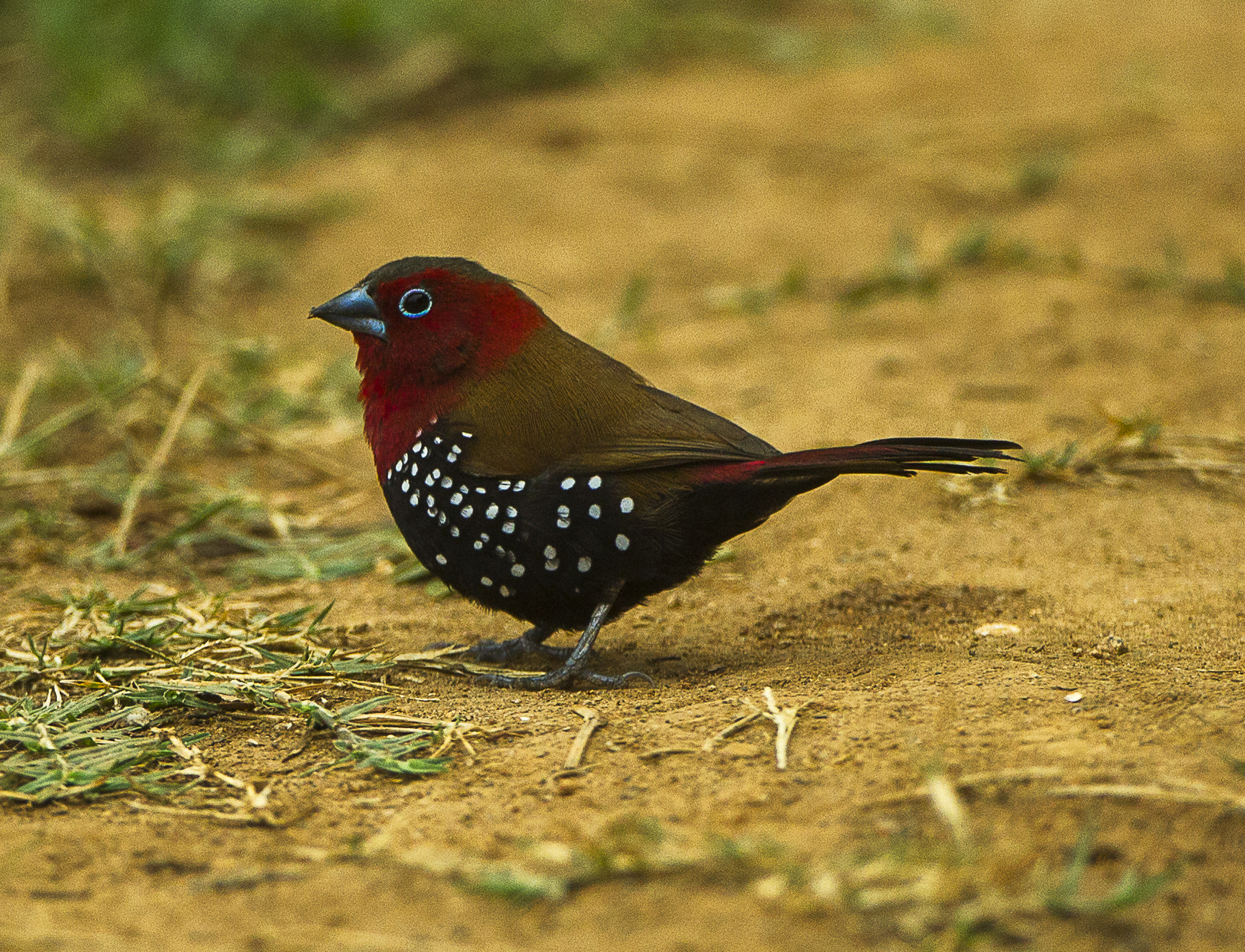
Червоноволий перлистик (Малаві)

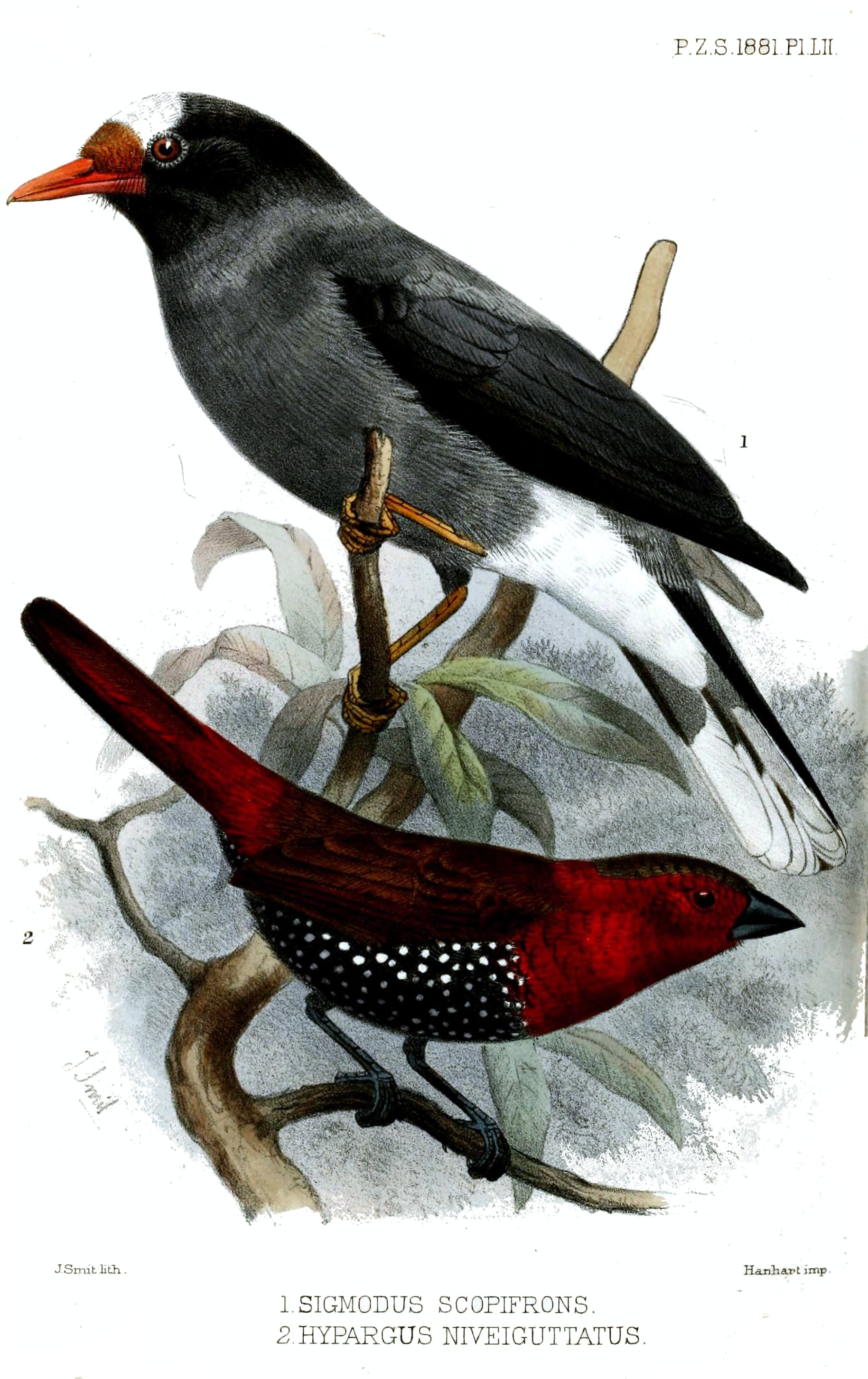
Рудолобий багдаїс (зверху) і червоноволий перлистик (знизу)

Довжина птаха становить 12-13 см. У самців тім'я і потилиця оливково-коричневі, спина і округлі крила коричневі. Хвіст довгий, чорний. Живіт і боки чорні, боки поцятковані круглими білими плямами. Обличчя, горло, груди і надхвістя малиново-червоні. Очі чорнувато-карі, повіки мають світло-блакитні краї. Дзьоб міцний, конічної форми, синювато-чорний, біля основи світліший. Лапи сірувато-тілесного кольору. У самиць верхня частина тіла така ж, як у самців, однак тім'я і голова із боків у них оливково-коричневі, горло охристе, а нижня частина тіла чорнувато-сірі. Плями на боках мають вузькі чорні краї.

## Підвиди
Виділяють два підвиди:
- H. n. macrospilotus Mearns, 1913 — від півдня Сомалі і північного сходу Кенії до північного сходу Анголи, південного сходу ДР Конго, півночі Зімбабве і центрального Мозамбіку;
- H. n. niveoguttatus (Peters, W, 1868) — схід Зімбабве і південь Мозамбіку.

## Поширення і екологія
Червоноволі перлистики мешкають в Сомалі, Кенії, Танзанії, Руанді, Бурунді, Демократичній Республіці Конго, Анголі, Замбії, Зімбабве, Малаві і Мозамбіку. Вони живуть у вологих тропічних лісах з густим підліском, на узліссях, в густих чагарниковох заростях на берегах водойм і в галерейних лісах. Зустрічаються парами або невеликими сімейними зграйками, на висоті до 2000 м над рівнем моря. Ведуть прихований спосіб життя, більшу частину часу проводять в пошуках їжі на землі, серед густих заростей.
Червоноволі перлистики живляться переважно дрібним насінням трав, віддаючи перевагу при цьому незрілим зернам, а також ягодами, плодами і комахами. Сезон розмноження у них припадає на другу половину сезону дощів. В цей час пари проявляють агресивну територіальну поведінку, нападаючи на порушників. Гніздо має кулеподібну форму, робиться парою птахів з переплетених гілочок, травинок та інших рослинних волокон, встелюється мохом і пір'я, розміщується у високій траві або чагарниках. В кладці від 3 до 6 білуватих яєць. Інкубаційний період триває приблизно 2 тижні, насиджують і самиці, і самці. Пташенята покидають гніздо через 3 тижні після вилуплення, однак батьки продовжують піклуватися про них ще деякий час. Червоноволі перлистики іноді стають жертвами гніздового паразитизму акацієвих вдовичок.